# Antoine Depage

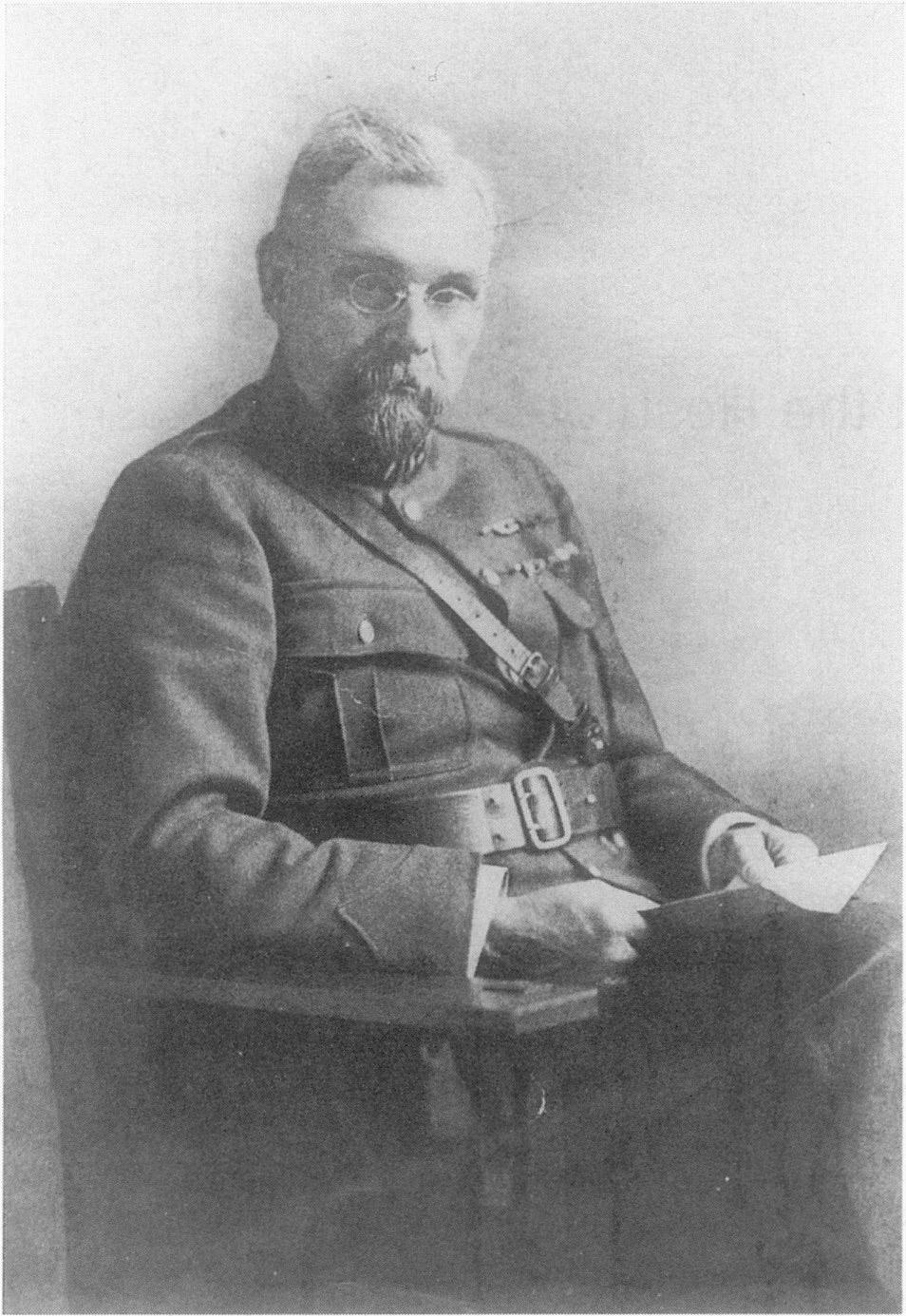
Dr. Depage tijdens de Eerste Wereldoorlog

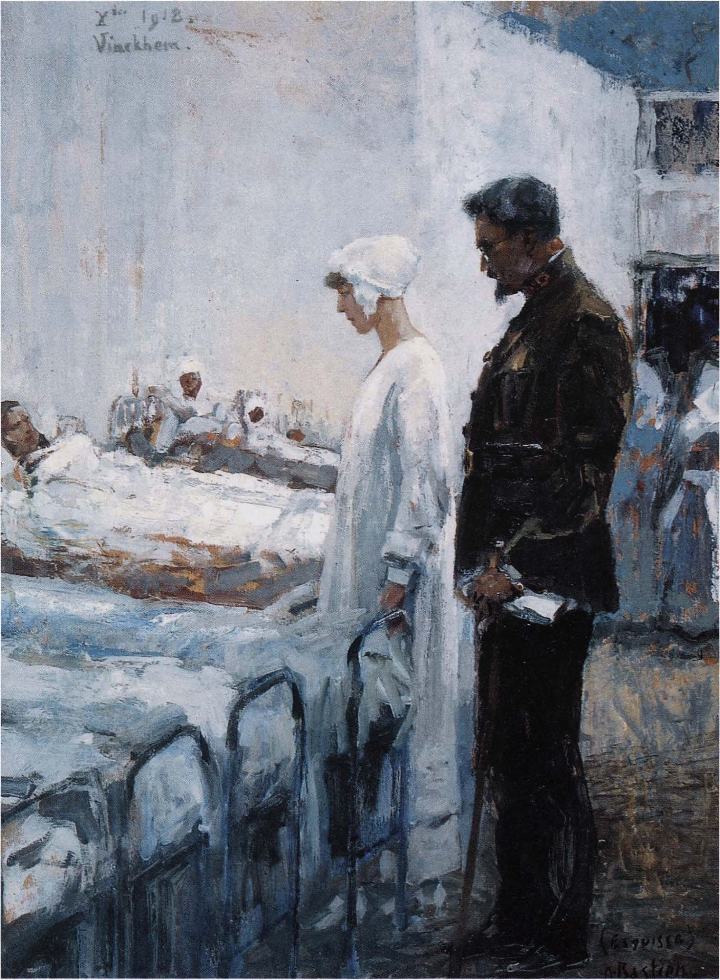
Dr. Depage met koningin Elisabeth in L'Océan 2 (Alfred Bastien, 1918)

Antoine Depage (Bosvoorde, 28 november 1862 – Den Haag, 10 juni 1925) was een Belgisch chirurg en hoogleraar, die in het begin van de 20e eeuw zowel nationaal als internationaal een belangrijke rol speelde in de ontwikkeling van de geneeskunde en van het behandelen van oorlogsslachtoffers in het bijzonder. Hij was ook Belgisch senator.

## Levensloop
Depage was de zevende van negen kinderen van Frederic en Elisabeth Depage. Op aanraden van de familie Solvay ging hij na middelmatige secundaire studies alsnog naar de universiteit van Brussel. Daar raakte hij vooral geïnspireerd door de klinische stages in de dienst heelkunde bij prof. Jules Thiriar. In 1886 ontving hij de prijs van de Société Royale des Sciences Médicale et Naturelles met een scriptie over galstenen. In 1887 studeerde hij met de grootste onderscheiding af als doctor in de geneeskunde. In 1888 werd dr. Depage assistent op de dienst autopsies van het Sint-Pietersziekenhuis. Op aanraden van zijn mentor Prof. Paul Heger studeerde hij nog in Leipzig, Wenen en Praag, waar hij werkte aan zijn aggregatiethesis over bottuberculose. In 1890 keerde hij terug naar Brussel, verdedigde er zijn thesis en op 27-jarige leeftijd werd hij professor aan de medische faculteit van de Brusselse universiteit.
In 1893 trouwde Depage met een nicht van prof. Héger, Marie Picard (1872-1915), die ook zijn naaste medewerkster zou worden. Samen hadden ze drie zonen. In 1903 richtten ze in Elsene het chirurgisch instituut Berkendael op. Het instituut werd de basis voor zijn verpleegstersschool die hij oprichtte in 1907. Het gebouw van architect Jean-Baptiste Dewin werd in 2003 geklasseerd en ter ere van dokter Depage werd er een herdenkingsmonument geplaatst.
In 1895 werd Depage diensthoofd heelkunde in het verpleeghuis, een functie die hij vanaf 1904 vervulde in het Sint-Jansziekenhuis. In 1912 werd hij in opvolging van Prof. Thiriar hoofd van de heelkundige kliniek van het Sint-Pietershospitaal. In hetzelfde jaar vertrok hij met zijn vrouw en een van zijn zonen als arts naar het oorlogsgebied in de Balkan.
In 1902 organiseerde Depage in Brussel een congres voor Belgische chirurgen met gasten uit Frankrijk, Duitsland en Zwitserland. Daar werd besloten een internationale vereniging voor de chirurgie op te richten - La société Internationale de Chirurgie (SIC). Met de steun van de koning werd het permanent hoofdkwartier van de organisatie in België gevestigd en Dr. Depage werd haar eerste secretaris-generaal. Hij organiseerde de eerste drie congressen van de vereniging in 1905, 1908 en 1911. In 1907 werd Depage lid van de Koninklijke Academie voor Geneeskunde van België. In 1908 werd hij gemeenteraadslid in Brussel. In 1909 opereerde hij samen met Prof.Thiriar Koning Leopold II enkele dagen voor zijn dood. Na de oorlog was Depage voorzitter van het Belgische Rode Kruis, en richtte hij het Congolese Rode Kruis op. In 1920 werd hij voor de liberale partij senator. In 1923 werd hij hoofd van de chirurgische dienst van het pas opgerichte Brugmann Hospitaal.
Depage was een van de meest vooraanstaande chirurgen in België en publiceerde meer dan 100 wetenschappelijke artikels in binnen- en buitenlandse vakbladen. Hij overleed in 1925 na een lange ziekte en maakte niet meer de inhuldiging mee van het centrum voor kankeronderzoek, zijn laatste project. Hij werd begraven in de familiekelder op het kerkhof van Bosvoorde.

## Professionalisering van de ziekenzorg
In oktober 1907 opende dr. Depage de door hem opgerichte École Belge d’Infirmières Diplômées. Het was het eerste Belgische opleidingsinstituut voor verpleegkundigen. Voor de directie van deze school deed hij een beroep op de Engelse verpleegster Edith Cavell. De financiële administratie vertrouwde hij toe aan zijn vrouw Marie Depage. Hiermee wilde Depage ook tegemoetkomen aan vele vrouwen die wel als verpleegster wilden werken, maar daartoe niet noodzakelijk wilden toetreden tot een religieuze orde.
Pleidooien voor opleidingsinstituten waren in België al sinds de laatste decennia van de 19e eeuw gevoerd. Enkele pogingen om zulke scholen op te richten waren tot dan toe echter steeds mislukt. Deze pogingen voor professionalisering vonden plaats in een bitter klimaat, waarbij de kerk en de religieuze ordes regelmatig in aanvaring kwamen met het zich ontwikkelende medische beroep. Verzorging van patiënten en het bestuur van hospitalen waren tot dan toe voornamelijk in handen van religieuzen. Met het Koninklijk Besluit van 4 april 1908 werd voor het eerst een bekwaamheidsdiploma vereist voor ziekenoppassers, wat in de toekomst ook zal gelden voor de religieuzen.
Met het oog op de praktijkopleiding werd in 1914 aan de school een kleine medisch-chirurgische kliniek toegevoegd, die plaats bood aan een twintigtal patiënten. De school bezette aanvankelijk een viertal huizen in de Cultuurstraat in Elsene (thans de Franz Merjaystraat). Momenteel bestaat ze niet meer, maar de huidige vzw Chirec (Centre Hospitalier interregional Edith Cavell) is er de erfgenaam van en groepeert een zestal klinieken in de omgeving van Brussel.

## De oorlogen
Enkele weken na het uitbreken van de Balkanoorlogen in 1912 organiseerde Dr. Depage voor het Belgische Rode Kruis vier veldhospitalen in Turkije, Bulgarije en Servië. Zelf verzorgde hij met zijn vrouw gewonden in Constantinopel. Op basis van die ervaringen opende hij in april 1914 het vierde Congres van de Internationale Chirurgische Vereniging waarvan hij voorzitter was. Hij zette er de basisgedachten uiteen die hem zouden leiden bij de hervormingen van de zorg voor oorlogsslachtoffers in de Eerste Wereldoorlog.

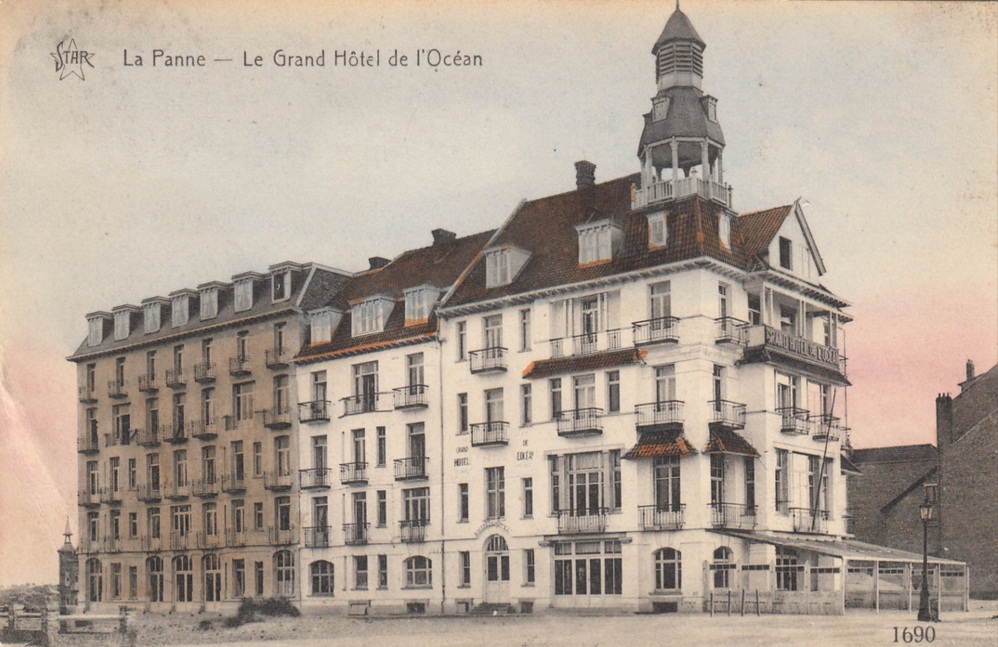
Grand hôtel de l'Océan, De Panne (België) in voor-oorlogse tijden

Op vraag van Koningin Elisabeth organiseerde Depage bij het begin van de oorlog in augustus 1914 een hospitaal in het Koninklijk Paleis in Brussel. Om ook de slachtofferzorg achter het front te organiseren, reisde hij daarna via Nederland naar Calais, waar hij in november 1914 een hospitaal inrichtte in het Jeanne d'Arc instituut. Toen het front vastliep aan de IJzer, transformeerde Depage in december 1914 het Hotel L'Océan achter het front in De Panne in een militair hospitaal, zij het onder beheer van het Rode Kruis. In Engeland vond hij steun en materiaal en in korte tijd stonden 200 bedden ter beschikking, maar dit werden er in de volgende jaren meer dan 1000. Het hospitaal werd georganiseerd in verschillende vleugels waar de patiënten werden ingedeeld naargelang de verwondingen. Daarnaast was er ook een onderzoekscentrum aan toegevoegd en werden mobiele chirurgische eenheden georganiseerd op enkele kilometers van de frontlijn voor het verzorgen van dringende verwondingen.

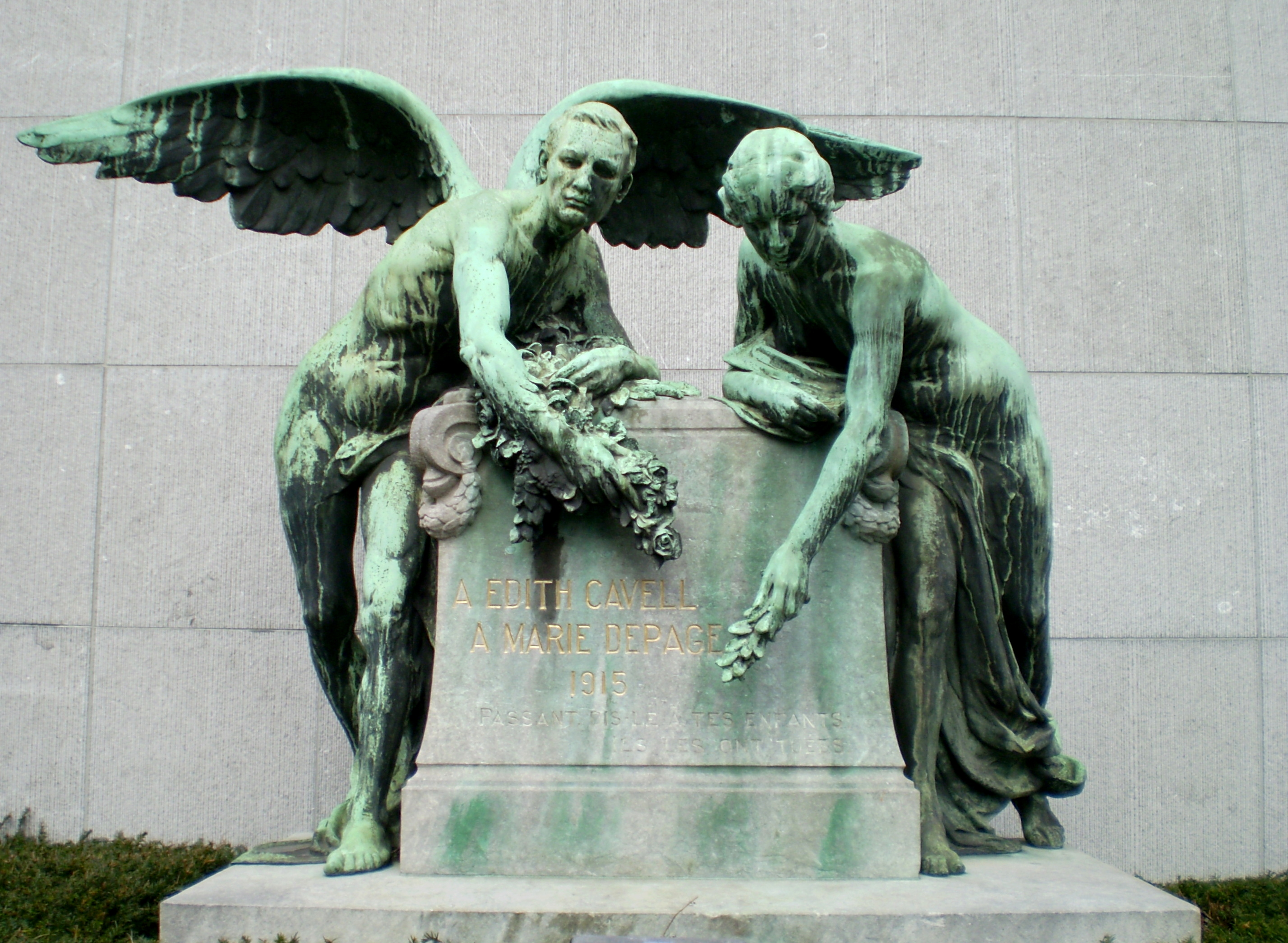
Monument ter ere van Edith Cavell en Maria Depage in Ukkel (Brussel). Beeldhouwer Paul Du Bois (1920)

De aard van de verwondingen ten gevolge van de Eerste Wereldoorlog waren van een andere orde dan wat bekend was uit vorige conflicten. De methode van het chirurgisch debridement was reeds door Franse dokters in de 18e eeuw toegepast, maar sinds de Krim- en Frans-Duitse oorlogen in de 19e eeuw grotendeels verlaten en vervangen door sterilisatietechnieken en amputaties. De wapens die in deze oorlog werden gebruikt veroorzaakten echter veel meer verwondingen en bovendien was de vruchtbare grond rond de loopgraven vruchtbare grond ook voor allerhande micro-organismen. De Schotse arts en latere ontdekker van het penicilline Alexander Fleming werkte trouwens in het onderzoekscentrum van Dr. Depage. Depage beschouwde terecht alle verwondingen als geïnfecteerd, en publiceerde zijn radicalere methode van het debridement in 1917 in zijn verslag Le débridement des plaies de guerre.
Depage werd in deze periode geconfronteerd met twee persoonlijke tragedies die ruime weerklank kregen in de Verenigde Staten en in Groot-Brittannië. Om geld en werkmiddelen in te zamelen voor het hospitaal vertrok Marie Depage in 1915 voor een rondreis naar de Verenigde Staten. Ze besloot terug te keren met de Lusitania en overleed op 7 mei toen dit schip getorpedeerd werd. Haar dood veroorzaakte veel commotie in de Verenigde Staten. In oktober van hetzelfde jaar werd zijn medewerkster Edith Cavell gefusilleerd door de Duitsers, wat dan vooral veel ophef veroorzaakte in Groot-Brittannië.

## Politiek
In 1908 werd Depage verkozen tot gemeenteraadslid van Brussel.
In mei 1920 werd hij verkozen tot liberaal senator voor het arrondissement Brussel. Eigenlijk waren er vier socialisten verkozen in 1919, maar hun verkiezing werd ongeldig verklaard. Daarop werden aanvullende verkiezingen gehouden en behoorde Depage ditmaal tot de verkozenen. Hij oefende dit mandaat uit tot aan zijn dood.
Hij was ook lid van de Brusselse vrijmetselaarsloge Charles Magnette 1914-1918.

## Onderscheidingen
- Doctor Honoris Causa van de Universiteiten van Sheffield en van Yale
- Legioen van Eer (Frankrijk)
- Distinguished Service Medal (Verenigde Staten)
- Orde van het Bad (Groot-Brittannië)